# Лухан, Бен Рэй
Бен Рэй Лухан (англ. Ben Ray Luján; род. 7 июня 1972) — американский политик, член Демократической партии.

## Биография
Учился в Университете Нью-Мексико (1990—1995), окончил Университет Нью-Мексико Хайлендс (2007).
Член Комиссии по общественному регулированию штата Нью-Мексико (2004—2008).
Член Палаты представителей с 2009 года.
С 2015 по 2019 год он был главой Демократического комитета Конгресса.
С 2019 года — помощник спикера Палаты представителей.